# Mulehesee
Der Mulehesee (Swahili Ziwa Mulehe, englisch Lake Mulehe) liegt im Distrikt Kisoro im Südwesten Ugandas.

## Geographie
Der Mulehesee liegt östlich des größeren Mutandasees innerhalb des Distrikts Kisoro im Südwesten Ugandas. Er weist mehrere Inseln auf und hat eine Gesamtfläche von 4,1 km². Die nächstgelegene Stadt ist die Distrikthauptstadt Kisoro südwestlich des Sees. Die Region ist Teil des Ostafrikanischen Grabenbruchs.
Das Gebiet liegt nur etwa 150 km südlich des Äquators und weist daher über das Jahr nur geringe Temperaturschwankungen von 16,8 °C im Juli bis 17,5 °C im Februar auf. Die Temperaturen sind wegen der Höhenlage kühler als in typischen tropischen Regenwaldklimaten. Die Niederschlagsmengen sind bis auf den Juli ganzjährig hoch, insbesondere während der zweimal jährlich auftretenden Regenzeiten.

## Hydrologie
Der Abfluss des Mulehesees befindet sich auf der Südwestseite. Von dort führt der etwa zwei Kilometer lange Fluss Mucha bis in den Mutandasee. Von diesem fließt das Wasser über den Rutshuru weiter in einem Bogen zunächst nach Westen in die Demokratische Republik Kongo und dort nordwärts bis in den Eduardsee, der im Einzugsgebiet des Nils liegt.

## Fauna
Im Vergleich zu anderen Seen in Uganda sind die Seen im Distrikt Kisoro, zu denen der Mutanda-, Mulehe-, Chahafi- und Kayumbusee zählen, eher arm an Zooplankton. Stand 2015 zählte zur Fischfauna des Mulehesees Afrikanische Raubwels, Oreochromis leucostictus, Oreochromis niloticus, Clarias liocephalus und Barbus. Am häufigsten kommen Haplochromini vor.

## Wirtschaft und Ökologie
Das Gebiet um den Mulehesee weist für die Landwirtschaft günstige klimatische Bedingungen sowie fruchtbare vulkanische Böden auf. Die Mehrheit der Bevölkerung lebt von Subsistenzwirtschaft. Der ursprüngliche Regenwald ist weitestgehend für den Brennholzbedarf und die kleinen, aber zahlreichen Landwirtschaftsflächen verschwunden. Wieder aufgeforstet wird meist mit Eukalypten.